# Otacilia curvata
Espèce
Otacilia curvata est une espèce d'araignées aranéomorphes de la famille des Phrurolithidae.

## Distribution
Cette espèce est endémique du Hunan en Chine,. Elle se rencontre dans le xian de Shuangpai.

## Description
Le mâle holotype mesure 2,67 mm et la femelle paratype 2,77 mm.

## Publication originale
- Jin, Fu, Yin & Zhang, 2016 : Four new species of the genus Otacilia Thorell, 1897 from Hunan Province, China (Araneae, Phrurolithidae). ZooKeys, no 620, p. 30-55 (texte intégral).